# Modena Volley 2016-2017
Questa voce raccoglie le informazioni riguardanti il Modena Volley nelle competizioni ufficiali della stagione 2016-2017.

## Stagione
La stagione 2016-17 è per il Modena Volley, sponsorizzato dall'Azimut, la quarantanovesima consecutiva in Serie A1: come allenatore la scelta cade su Roberto Piazza, sostituito poi a stagione in corso dal suo secondo, Lorenzo Tubertini, mentre la rosa è parzialmente cambiata con la conferma di giocatori come Luca Vettori, Matteo Piano, Earvin N'Gapeth, Nemanja Petrić e Salvatore Rossini. Tra i nuovi acquisti quelli di Santiago Orduna, Maxwell Holt, Kévin Le Roux, Jacopo Massari e a stagione in corso quello di Dragan Travica, invece tra le cessioni quelle di Bruno de Rezende, Miloš Nikić, Lucas Saatkamp, Elia Bossi e Thiago Sens.
Il primo trofeo stagionale è la Supercoppa italiana: il Modena Volley si aggiudica per la terza volta la competizione dopo aver battuto in semifinale la Trentino Volley e in finale la Sir Safety Perugia.
Il campionato si apre con otto vittorie consecutive: la prima sconfitta arriva alla nona giornata, in casa, contro il Volley Milano, a cui ne segue un'altra, questa volta contro la Pallavolo Molfetta; il club emiliano chiude il girone di andata con tre successi e il terzo posto in classifica, utile per qualificarsi alla Coppa Italia. Nelle prime sette giornate del girone di ritorno la squadra di Modena perde una sola volta, alla sedicesima giornata contro il Gruppo Sportivo Porto Robur Costa, mentre nelle ultime sei giornate ottiene tre vittorie e tre sconfitte, chiudendo la regular season al quarto posto in classifica. Nei quarti di finale dei play-off scudetto, dopo aver perso gara 1 contro il BluVolley Verona, vince le due successive passando il turno; in semifinale la sfida è contro l'Associazione Sportiva Volley Lube: dopo una vittoria a testa, saranno i marchigiani ad aggiudicarsi le due sfide successiva, eliminando il Modena Volley dalla competizione.
Grazie al terzo posto al termine del girone di andata della Serie A1 2016-17, il Modena Volley partecipa alla Coppa Italia: nei quarti di finale ha la meglio sull'Argos Volley, qualificandosi così alla Final Four di Casalecchio di Reno, dove in semifinale viene sconfitta per 3-2 dalla Trentino Volley.
A seguito dei risultati ottenuti nella stagione precedente, il Modena Volley si qualifica alla Champions League: nella fase a gironi vince il proprio raggruppamento con cinque vittorie all'attivo e una sola sconfitta. Nei play-off a 12 si aggiudica sia la gara di andata che quella di ritorno contro l'Asseco Resovia, mentre nei play-off a 6 perde in entrambe le gare contro l'Associazione Sportiva Volley Lube, venendo eliminata dalla competizione.

## Organigramma societario
Area direttiva
- Presidente: Catia Pedrini
- Segreteria generale: Luca Rigolon

Area organizzativa
- Direttore sportivo: Andrea Sartoretti
- Team manager: Fabio Donadio
- Responsabile CEV: Enrico Bertoni
- Responsabile palasport: Luigi Parisi

Area tecnica
- Allenatore: Roberto Piazza (fino al 6 febbraio 2017), Lorenzo Tubertini (dal 7 febbraio 2017)
- Allenatore in seconda: Lorenzo Tubertini (fino al 6 febbraio 2017), Francesco Petrella (dal 7 febbraio 2017)
- Scout man: Roberto Ciamarra
- Responsabile settore giovanile: Giulio Salvioli

Area comunicazione
- Addetto stampa: Gian Paolo Maini

Area marketing
- Responsabile marketing: Simona Piccinini
- Social media manager: Enrico Bertoni
- Area commerciale: Giuseppe Goldoni, Andrea Parenti

Area sanitaria
- Medico: Giuseppe Loschi, Davide Luppi
- Staff medico: Michel Sabbagh, Lorenzo Segre, Raffaele Zoboli
- Preparatore atletico: Giulio Bortolamasi, Alberto Di Maio
- Fisioterapista: Giovanni Adamo, Antonio Brogneri
- Osteopata: Corrado Pizzarotti

## Rosa
| N° | Nome              | Ruolo | Data di nascita   | Nazionalità sportiva |
| -- | ----------------- | ----- | ----------------- | -------------------- |
| 1  | Brian Cook        | S     | 1º giugno 1992    | Stati Uniti          |
| 4  | Nemanja Petrić    | S     | 28 luglio 1987    | Serbia               |
| 5  | Santiago Orduna   | P     | 31 agosto 1983    | Italia               |
| 6  | Jacopo Massari    | S     | 2 giugno 1988     | Italia               |
| 7  | Salvatore Rossini | L     | 13 luglio 1986    | Italia               |
| 8  | Swan N'Gapeth     | S     | 9 gennaio 1992    | Francia              |
| 9  | Earvin N'Gapeth   | S     | 12 febbraio 1991  | Francia              |
| 10 | Kévin Le Roux     | C     | 11 maggio 1989    | Francia              |
| 11 | Matteo Piano      | C     | 24 ottobre 1990   | Italia               |
| 12 | Maxwell Holt      | C     | 12 marzo 1987     | Stati Uniti          |
| 13 | Dragan Travica    | P     | 28 agosto 1986    | Italia               |
| 14 | Samuel Onwuelo    | S/O   | 18 aprile 1997    | Italia               |
| 16 | Nicola Salsi      | P     | 13 settembre 1997 | Italia               |
| 17 | Luca Vettori      | S/O   | 26 aprile 1991    | Italia               |

## Mercato
| Acquisti | Acquisti        | Acquisti     | Acquisti   |
| R.       | Nome            | da           | Modalità   |
| -------- | --------------- | ------------ | ---------- |
| S        | Brian Cook      | Padova       | definitivo |
| C        | Maxwell Holt    | Dinamo Mosca | definitivo |
| C        | Kévin Le Roux   | Halkbank     | definitivo |
| S        | Jacopo Massari  | Paris        | definitivo |
| S        | Swan N'Gapeth   | Tourcoing    | definitivo |
| P        | Santiago Orduna | Padova       | definitivo |
| P        | Dragan Travica  | Urmia        | definitivo |

| Cessioni | Cessioni            | Cessioni          | Cessioni   |
| R.       | Nome                | a                 | Modalità   |
| -------- | ------------------- | ----------------- | ---------- |
| C        | Elia Bossi          | Porto Robur Costa | prestito   |
| S/O      | Alberto Casadei     | Lube              | definitivo |
| S        | Brian Cook          | -                 | svincolato |
| P        | Bruno de Rezende    | Sesi              | definitivo |
| L        | Fabio Donadio       | -                 | ritirato   |
| S        | Miloš Nikić         | Beşiktaş          | definitivo |
| C        | Lucas Saatkamp      | Sesi              | definitivo |
| S        | Luca Sartoretti     | Modena Est        | definitivo |
| S        | Thiago Sens         | Paris             | definitivo |
| C        | Nicholas Sighinolfi | Materdomini       | definitivo |
| P        | Pietro Soli         | Tricolore         | definitivo |

## Risultati

### Serie A1

#### Girone di andata
| 1ª giornata - 2 ottobre 2016 PalaPanini, Modena         | Modena             | 3 - 0 | Argos            | 25-22, 25-23, 25-14               |
| 2ª giornata - 9 ottobre 2016 PalaYamamay, Busto Arsizio | Powervolley Milano | 1 - 3 | Modena           | 20-25, 18-25, 25-23, 23-25        |
| 3ª giornata - 16 ottobre 2016 PalaDeAndré, Ravenna      | Porto Robur Costa  | 2 - 3 | Modena           | 29-27, 25-18, 20-25, 24-26, 13-15 |
| 4ª giornata - 19 ottobre 2016 PalaPanini, Modena        | Modena             | 3 - 0 | Padova           | 29-27, 25-22, 25-23               |
| 5ª giornata - 23 ottobre 2016 PalaBianchini, Latina     | Top Volley Latina  | 0 - 3 | Modena           | 20-25, 19-25, 21-25               |
| 6ª giornata - 28 ottobre 2016 PalaPanini, Modena        | Modena             | 3 - 0 | Callipo          | 25-22, 25-21, 25-18               |
| 7ª giornata - 1º novembre 2016 PalaEvangelisti, Perugia | Sir Safety Perugia | 1 - 3 | Modena           | 25-22, 22-25, 21-25, 22-25        |
| 8ª giornata - 6 novembre 2016 PalaPanini, Modena        | Modena             | 3 - 0 | BluVolley Verona | 25-17, 25-20, 25-21               |
| 9ª giornata - 9 novembre 2016 PalaPanini, Modena        | Modena             | 1 - 3 | Milano           | 25-22, 19-25, 16-25, 23-25        |
| 10ª giornata - 13 novembre 2016 PalaPoli, Molfetta      | Molfetta           | 3 - 1 | Modena           | 25-27, 25-21, 25-20, 26-24        |
| 11ª giornata - 20 novembre 2016 PalaPanini, Modena      | Modena             | 3 - 2 | Trentino         | 25-15, 18-25, 25-20, 23-25, 15-8  |
| 12ª giornata - 27 novembre 2016 PalaBanca, Piacenza     | Piacenza           | 1 - 3 | Modena           | 19-25, 29-27, 31-33, 22-25        |
| 13ª giornata - 4 dicembre 2016 PalaPanini, Modena       | Modena             | 3 - 2 | Lube             | 26-28, 25-23, 30-28, 20-25, 15-13 |

#### Girone di ritorno
| 14ª giornata - 11 dicembre 2016 PalaPolsinelli, Sora              | Argos            | 0 - 3 | Modena             | 17-25, 16-25, 18-25               |
| 15ª giornata - 18 dicembre 2016 PalaPanini, Modena                | Modena           | 3 - 2 | Powervolley Milano | 23-25, 21-25, 25-15, 25-20, 15-11 |
| 16ª giornata - 26 dicembre 2016 PalaPanini, Modena                | Modena           | 1 - 3 | Porto Robur Costa  | 23-25, 25-20, 22-25, 20-25        |
| 17ª giornata - 29 dicembre 2016 PalaSanLazzaro, Padova            | Padova           | 0 - 3 | Modena             | 23-25, 23-25, 19-25               |
| 18ª giornata - 8 gennaio 2017 PalaPanini, Modena                  | Modena           | 3 - 2 | Top Volley Latina  | 25-21, 25-21, 22-25, 23-25, 15-10 |
| 19ª giornata - 15 gennaio 2017 PalaValentia, Vibo Valentia        | Callipo          | 0 - 3 | Modena             | 21-25, 21-25, 23-25               |
| 20ª giornata - 22 gennaio 2017 PalaPanini, Modena                 | Modena           | 3 - 2 | Sir Safety Perugia | 25-22, 19-25, 25-21, 21-25, 15-11 |
| 21ª giornata - 5 febbraio 2017 PalaOlimpia, Verona                | BluVolley Verona | 3 - 0 | Modena             | 25-20, 25-17, 26-24               |
| 22ª giornata - 8 febbraio 2017 Palazzetto dello Sport, Monza      | Milano           | 2 - 3 | Modena             | 25-23, 13-25, 25-22, 26-28, 10-15 |
| 23ª giornata - 12 febbraio 2017 PalaPanini, Modena                | Modena           | 3 - 1 | Molfetta           | 25-23, 23-25, 25-17, 25-22        |
| 24ª giornata - 19 febbraio 2017 PalaTrento, Trento                | Trentino         | 3 - 0 | Modena             | 25-23, 27-25, 25-18               |
| 25ª giornata - 26 febbraio 207 PalaPanini, Modena                 | Modena           | 3 - 1 | Piacenza           | 25-19, 19-25, 25-21, 25-19        |
| 26ª giornata - 23 febbraio 2017 PalaCivitanova, Civitanova Marche | Lube             | 3 - 1 | Modena             | 25-20, 25-18, 24-26, 25-17        |

#### Play-off scudetto
| Quarti di finale (gara 1) - 4 marzo 2017 PalaPanini, Modena           | Modena           | 1 - 3 | BluVolley Verona | 23-25, 25-18, 27-29, 28-30        |
| Quarti di finale (gara 2) - 9 marzo 2017 PalaOlimpia, Verona          | BluVolley Verona | 0 - 3 | Modena           | 23-25, 23-25, 21-25               |
| Quarti di finale (gara 3) - 12 marzo 2017 PalaPanini, Modena          | Modena           | 3 - 1 | BluVolley Verona | 25-21, 25-19, 20-25, 25-19        |
| Semifinali (gara 1) - 19 marzo 2017 PalaCivitanova, Civitanova Marche | Lube             | 3 - 2 | Modena           | 25-22, 22-25, 20-25, 25-19, 15-11 |
| Semifinali (gara 2) - 26 marzo 2017 PalaPanini, Modena                | Modena           | 3 - 1 | Lube             | 21-25, 27-25, 25-16, 34-32        |
| Semifinali (gara 3) - 9 aprile 2017 PalaCivitanova, Civitanova Marche | Lube             | 3 - 2 | Modena           | 25-21, 26-24, 21-25, 15-25, 15-12 |
| Semifinali (gara 4) - 19 aprile 2017 PalaPanini, Modena               | Modena           | 2 - 3 | Lube             | 15-25, 25-19, 22-25, 25-22, 10-15 |

### Coppa Italia

#### Fase a eliminazione diretta
| Quarti di finale - 11 gennaio 2017 PalaPanini, Modena          | Modena   | 3 - 0 | Argos  | 25-16, 34-32, 25-19               |
| Semifinali - 28 gennaio 2017 Unipol Arena, Casalecchio di Reno | Trentino | 3 - 2 | Modena | 26-28, 30-28, 22-25, 30-28, 15-13 |

### Supercoppa italiana

#### Fase a eliminazione diretta
| Semifinali - 24 settembre 2016 PalaPanini, Modena | Modena | 3 - 1 | Trentino           | 25-19, 25-23, 21-25, 25-23        |
| Finale - 25 settembre 2016 PalaPanini, Modena     | Modena | 3 - 2 | Sir Safety Perugia | 25-22, 19-25, 25-22, 24-26, 17-15 |

### Champions League

#### Fase a gironi
| 1ª giornata - 6 dicembre 2016 PalaPanini, Modena                | Modena                | 3 - 2 | ACH Volley            | 25-22, 21-25, 25-19, 23-25, 15-11 |
| 2ª giornata - 20 dicembre 2016 Atlas Arena, Atlas Arena         | Skra Bełchatów        | 1 - 3 | Modena                | 22-25, 25-21, 17-25, 22-25        |
| 3ª giornata - 18 gennaio 2017 PalaPanini, Modena                | Modena                | 3 - 1 | Universitatea Craiova | 24-26, 29-27, 25-18, 25-16        |
| 4ª giornata - 31 gennaio 2017 Sala Polivalentă Oltenia, Craiova | Universitatea Craiova | 0 - 3 | Modena                | 16-25, 19-25, 18-25               |
| 5ª giornata - 14 febbraio 2017 PalaPanini, Modena               | Modena                | 3 - 1 | Modena                | 25-16, 21-25, 25-22, 25-22        |
| 6ª giornata - 1º marzo 2017 Arena Stožice, Bled                 | ACH Volley            | 3 - 2 | Modena                | 25-21, 23-25, 25-27, 25-20, 15-11 |

#### Fase a eliminazione diretta
| Play-off a 12 (andata) - 15 marzo 2017 Hala Podpromie, Rzeszów            | Asseco Resovia | 2 - 3 | Modena         | 25-23, 19-25, 27-25, 19-25, 12-15 |
| Play-off a 12 (ritorno) - 23 marzo 2017 PalaPanini, Modena                | Modena         | 3 - 1 | Asseco Resovia | 25-23, 20-25, 25-23, 25-23        |
| Play-off a 6 (andata) - 5 aprile 2017 PalaPanini, Modena                  | Modena         | 0 - 3 | Lube           | 23-25, 18-25, 27-29               |
| Play-off a 6 (ritorno) - 13 aprile 2017 PalaCivitanova, Civitanova Marche | Lube           | 3 - 0 | Modena         | 25-21, 25-21, 25-18               |

## Statistiche

### Statistiche di squadra
| Competizione        | Punti | In casa | In casa | In casa | In trasferta | In trasferta | In trasferta | Totale | Totale | Totale |
| Competizione        | Punti | G       | V       | P       | G            | V            | P            | G      | V      | P      |
| ------------------- | ----- | ------- | ------- | ------- | ------------ | ------------ | ------------ | ------ | ------ | ------ |
| Serie A1            | 53    | 17      | 13      | 4       | 16           | 10           | 6            | 33     | 23     | 10     |
| Coppa Italia        | -     | 1       | 1       | 0       | -            | -            | -            | 2      | 1      | 1      |
| Supercoppa italiana | -     | -       | -       | -       | -            | -            | -            | 2      | 2      | 0      |
| Champions League    | 15    | 5       | 4       | 1       | 5            | 3            | 2            | 10     | 7      | 3      |
| Totale              | -     | 23      | 18      | 5       | 21           | 13           | 8            | 47     | 33     | 14     |

G = partite giocate; V = partite vinte; P = partite perse

### Statistiche dei giocatori
| Giocatore   | Serie A1 | Serie A1 | Serie A1 | Serie A1 | Serie A1 | Coppa Italia | Coppa Italia | Coppa Italia | Coppa Italia | Coppa Italia | Supercoppa italiana | Supercoppa italiana | Supercoppa italiana | Supercoppa italiana | Supercoppa italiana | Champions League | Champions League | Champions League | Champions League | Champions League | Totale | Totale | Totale | Totale | Totale |
| Giocatore   | P        | PT       | AV       | MV       | BV       | P            | PT           | AV           | MV           | BV           | P                   | PT                  | AV                  | MV                  | BV                  | P                | PT               | AV               | MV               | BV               | P      | PT     | AV     | MV     | BV     |
| ----------- | -------- | -------- | -------- | -------- | -------- | ------------ | ------------ | ------------ | ------------ | ------------ | ------------------- | ------------------- | ------------------- | ------------------- | ------------------- | ---------------- | ---------------- | ---------------- | ---------------- | ---------------- | ------ | ------ | ------ | ------ | ------ |
| B. Cook     | 14       | 56       | 50       | 2        | 4        | 1            | 0            | 0            | 0            | 0            | 2                   | 1                   | 1                   | 0                   | 0                   | 1                | 9                | 8                | 1                | 0                | 18     | 66     | 59     | 3      | 4      |
| M. Holt     | 32       | 276      | 167      | 66       | 43       | 1            | 7            | 4            | 2            | 1            | 2                   | 20                  | 11                  | 6                   | 3                   | 8                | 69               | 38               | 19               | 12               | 43     | 372    | 220    | 93     | 59     |
| K. Le Roux  | 31       | 197      | 116      | 50       | 31       | 2            | 9            | 5            | 3            | 1            | 2                   | 6                   | 3                   | 2                   | 1                   | 7                | 55               | 38               | 9                | 8                | 42     | 267    | 162    | 64     | 41     |
| J. Massari  | 29       | 34       | 18       | 3        | 13       | 2            | 1            | 0            | 0            | 1            | 2                   | 0                   | 0                   | 0                   | 0                   | 10               | 10               | 10               | 0                | 0                | 43     | 45     | 28     | 3      | 14     |
| E. N'Gapeth | 31       | 529      | 430      | 44       | 55       | 2            | 46           | 38           | 7            | 1            | 2                   | 50                  | 42                  | 5                   | 3                   | 10               | 168              | 129              | 20               | 19               | 45     | 793    | 639    | 76     | 78     |
| S. N'Gapeth | 6        | 1        | 0        | 0        | 1        | 0            | 0            | 0            | 0            | 0            | 1                   | 0                   | 0                   | 0                   | 0                   | 7                | 18               | 16               | 0                | 2                | 14     | 19     | 16     | 0      | 3      |
| S. Onwuelo  | 13       | 6        | 5        | 1        | 0        | 1            | 0            | 0            | 0            | 0            | 0                   | 0                   | 0                   | 0                   | 0                   | 5                | 10               | 9                | 1                | 0                | 19     | 16     | 14     | 2      | 0      |
| S. Orduna   | 33       | 46       | 14       | 20       | 12       | 2            | 6            | 3            | 1            | 2            | 2                   | 5                   | 3                   | 1                   | 1                   | 10               | 16               | 4                | 6                | 6                | 47     | 73     | 24     | 28     | 21     |
| N. Petrić   | 31       | 330      | 281      | 23       | 26       | 2            | 37           | 33           | 2            | 2            | 2                   | 29                  | 24                  | 4                   | 1                   | 9                | 96               | 71               | 17               | 8                | 44     | 492    | 409    | 46     | 37     |
| M. Piano    | 30       | 96       | 60       | 33       | 3        | 2            | 15           | 8            | 7            | 0            | 2                   | 7                   | 2                   | 5                   | 0                   | 9                | 52               | 29               | 22               | 1                | 43     | 170    | 99     | 67     | 4      |
| S. Rossini  | 33       | 0        | 0        | 0        | 0        | 2            | 0            | 0            | 0            | 0            | 2                   | 0                   | 0                   | 0                   | 0                   | 10               | 0                | 0                | 0                | 0                | 47     | 0      | 0      | 0      | 0      |
| N. Salsi    | 4        | 0        | 0        | 0        | 0        | 0            | 0            | 0            | 0            | 0            | 0                   | 0                   | 0                   | 0                   | 0                   | 2                | 0                | 0                | 0                | 0                | 6      | 0      | 0      | 0      | 0      |
| D. Travica  | 8        | 6        | 2        | 2        | 2        | -            | -            | -            | -            | -            | -                   | -                   | -                   | -                   | -                   | 5                | 3                | 2                | 0                | 1                | 13     | 9      | 4      | 2      | 3      |
| L. Vettori  | 33       | 524      | 438      | 33       | 53       | 2            | 24           | 19           | 3            | 2            | 2                   | 18                  | 5                   | 1                   | 2                   | 10               | 140              | 116              | 7                | 17               | 47     | 706    | 578    | 44     | 74     |

P = presenze; PT = punti totali; AV = attacchi vincenti; MV = muri vincenti; BV = battute vincenti